# Liste der Kulturdenkmäler in Klüsserath
In der Liste der Kulturdenkmäler in Klüsserath sind alle Kulturdenkmäler der rheinland-pfälzischen Ortsgemeinde Klüsserath aufgeführt. Grundlage ist die Denkmalliste des Landes Rheinland-Pfalz (Stand: 8. Februar 2023).

## Denkmalzonen
| Bezeichnung                 | Lage                                                      | Baujahr         | Beschreibung | Bild                           |
| --------------------------- | --------------------------------------------------------- | --------------- | --- | ------------------------------ |
| Denkmalzone Burg Klüsserath | Burgweg 1, 3 und 4, Hauptstraße 184, Mittelstraße 95 Lage | 17. Jahrhundert | von der ehemaligen Burg in Burgweg 4 erhalten das Burghaus (Mansardwalmdachbau, 17. Jahrhundert, Umbau im 18. Jahrhundert), Kelterhaus 1744; zur ehemaligen Burg zugehörig: der Bereich der Häuser Burgweg 1 und 3 und Hauptstraße 184 | weitere Bilder Fotos hochladen |

## Einzeldenkmäler
| Bezeichnung                       | Lage                                | Baujahr                    | Beschreibung | Bild                           |
| --------------------------------- | ----------------------------------- | -------------------------- | --- | ------------------------------ |
| Hofanlage                         | Burgweg 3 Lage                      | 19. Jahrhundert            | Streckhof, 19. Jahrhundert, traufständiger Krüppelwalmdachbau mit giebelseitig erschlossenem Wohnteil | BW                             |
| Einhaus                           | Eichergasse 11 Lage                 | Ende des 18. Jahrhunderts  | Einhaus, Ende des 18. Jahrhunderts | BW                             |
| Wegekreuz                         | Hauptstraße, bei Nr. 2 Lage         | 1866                       | neugotisches Pfeilerkreuz, bezeichnet 1866 | Fotos hochladen                |
| Wirtschaftsgebäude                | Hauptstraße 33a Lage                | um 1850                    | angeblich die ehemalige Synagoge, diese befand sich jedoch im Haus Hauptstraße 33; ehemalige Bäckerei, Schieferbruchsteinbau, um 1850 | Fotos hochladen                |
| Hofanlage                         | Hauptstraße 48 Lage                 |                            | Krüppelwalmdachbau mit ehemaliger Ökonomie, im Kern spätmittelalterlich-frühneuzeitlich, im 18. oder 19. Jahrhundert überformt | Fotos hochladen                |
| Bürgerhaus                        | Hauptstraße 50 Lage                 | 18. Jahrhundert            | ehemalige Pfarrscheune; Krüppelwalmdachbau, 18. Jahrhundert | BW                             |
| Katholische Pfarrkirche St. Maria | Hauptstraße 54 Lage                 | 1783                       | Saalbau, 1783, Architekt Le Blanc; spätgotischer Chor, Ende des 15. Jahrhunderts; neubarocker Querbau, 1934, Architekt Josef Monz; zugehörig Kirchhof mit Friedhofskreuz, bezeichnet 1911; Kriegerdenkmal, 1922, Entwurf Daniel Krencker | weitere Bilder Fotos hochladen |
| Quereinhaus                       | Hauptstraße 57 Lage                 | Mitte des 19. Jahrhunderts | Quereinhaus mit Krüppelwalmdach, Mitte des 19. Jahrhunderts, im Kern älter | BW                             |
| Hofanlage                         | Hauptstraße 60 Lage                 | Ende des 18. Jahrhunderts  | Winkelhof, Ende des 18. Jahrhunderts | BW                             |
| Hofanlage                         | Hauptstraße 67 Lage                 | 1624                       | Winkelhof, Renaissance-Giebelbau, bezeichnet 1624 | BW                             |
| Wappenstein                       | Hauptstraße, an Nr. 109 Lage        | 1661                       | Wappenstein des Domstifts Trier, bezeichnet 1661 | BW                             |
| Marienkapelle                     | Hauptstraße, bei Nr. 119 Lage       | 1894                       | Kreuzdachbau, bezeichnet 1894 | BW                             |
| Echternacher Hof                  | Hauptstraße 187 Lage                | frühes 18. Jahrhundert     | Hofanlage, frühes 18. Jahrhundert | BW                             |
| Heiligenhäuschen                  | Hauptstraße, bei Nr. 187 Lage       | 1935                       | Heiligenhäuschen, Kielbogennische, 1935 | BW                             |
| Bildstock                         | Lindenstraße, Ecke Hauptstraße Lage | 1679                       | Schaftbildstock, bezeichnet 1679, Schafterneuerung im 19. Jahrhundert | Fotos hochladen                |
| Dorfplatz                         | Lindenstraße, Ecke Hauptstraße Lage | 19. Jahrhundert            | Dorfplatz mit Brunnen, Dorflinde; Brunnenstock aus dem 19. Jahrhundert | Fotos hochladen                |

## Ehemalige Kulturdenkmäler
| Bezeichnung | Lage                 | Baujahr         | Beschreibung | Bild |
| ----------- | -------------------- | --------------- | --- | ---- |
| Hofanlage   | Hauptstraße 145 Lage | 18. Jahrhundert | Winkelhof, teilweise Fachwerk, 18. Jahrhundert, Umbau im 19. Jahrhundert; aus Denkmalliste gelöscht und abgebrochen | BW   |